# Ленточница розовая
Ленточница розовая, или ленточница краснобрюхая, или орденская лента розовая (лат. Catocala pacta), — ночная бабочка из семейства Erebidae.

## Описание
Длина переднего крыла 20—25 мм. Размах крыльев 45—60 мм. Передние крылья коричнево-серого цвета, практически однотонные. Имеют две двойные черноватые поперечные линии, ограничивающие срединное поле. Внутренние линии несколько изогнуты, а внешние зубчатые. В срединной ячейке располагается бобовидное пятно. Задние крылья розовато-красного цвета, с двумя чёрными перевязями – срединной и краевой. Спинная сторона брюшка розоватого цвета.

## Ареал
Средняя и Южная Европа, европейская часть России, Кавказ, Южная Сибирь, Китай, Приамурье, Приморье, Казахстан, Средняя Азия, Монголия, Тибет.

## Биология
Встречается в лесах, редколесьях и т. п. с наличием ивы, преимущественно во влажных, пойменных и заболоченных лесах; изредка встречается в населённых пунктах. Развивается в одном поколении за год. Время лёта бабочек с июля по начало сентября. Бабочки активны в ночное время суток. Ведут преимущественно скрытый образ жизни. Часто привлекаются на бродящий сок деревьев и искусственные источники света. Зимуют яйца. Кормовые растения гусениц — ивы (Salix), включая Salix caprea и Salix cinerea. Гусеница красновато-серого цвета, с желтоватыми бородавками (по две на каждом сегменте тела), А на восьмом и одиннадцатом сегментах располагается по темно-бурому бугру. Гусеницы развиваются с мая по июнь. Окукливание среди листьев кормового растения в плетённом рыхлом коконе. Куколка бурого цвета.